# Saints Row (jogo eletrônico de 2022)
Saints Row é um jogo eletrônico de ação-aventura desenvolvido pela Volition e publicado pela Deep Silver. É um reboot da série Saints Row, e foi lançado em 23 de agosto de 2022 para Microsoft Windows, PlayStation 4, PlayStation 5, Xbox One e Xbox Series X/S.

## Jogabilidade
Saints Row se passa na cidade fictícia de Santo Ileso, localizada no sudoeste americano. Santo Ileso está atualmente sob o controle de três gangues criminosas: Los Panteros, uma gangue voltada para o condicionamento físico e em veículos; os Idols, uma gangue anarquista focada em clubes e vida noturna; e a Marshall Defense Industries, uma corporação militar internacional privada com sede em Santo Ileso, conhecida por possuir um armamento avançado de alta tecnologia. O personagem do jogador, "The Boss", um ex-membro da Marshall Defense Industries, monta uma nova gangue de membros insatisfeitos dessas gangues e tenta tomar o poder delas. Esses novos membros incluem: Neenah, um mecânico proveniente formalmente da Los Panteros e serve como motorista da gangue; Kevin, um DJ que fazia parte dos Idols e cuida da execução de seus assaltos; e Eli, empresário com MBA que agora planeja as atividades da gangue de The Boss.
A cidade está dividida em nove distritos, que incluem Rancho Providencio, uma cidade rural decadente; El Dorado, um paraíso de cassino comparável a Las Vegas; e Monte Vista, uma área suburbana. Assim como nos jogos anteriores da série Saints Row, o jogador trabalha para assumir esses distritos, concedendo-lhes certos benefícios. Neste jogo, o jogador pode usar lotes vazios em distritos seguros para lançar negócios ilegítimos com fachadas legítimas para ajudar a financiar e beneficiar a gangue. A nova cidade inclui áreas mais verticais com ferramentas que o jogador pode usar para tirar proveito disso. A jogabilidade de condução dos veículos foi melhorada para encorajar o uso de automóveis com armas.
O jogo inclui um criador de personagens para o personagem do jogador, incluindo a seleção de gênero. Há um modo multijogador cooperativo com um segundo jogador, com cada jogador tendo seu próprio personagem chefe e progredindo em suas próprias missões enquanto ajuda o jogador anfitrião.

## Desenvolvimento e lançamento
A THQ Nordic anunciou em agosto de 2019 que a Volition estava desenvolvendo um novo título da série Saints Row. A subsidiária Koch Media, proprietária de Saints Row, disse que estava dando tempo e espaço à desenvolvedora para que ela fizesse o jogo que achasse adequado. A franquia teve uma história difícil nos anos anteriores ao desenvolvimento do reboot. O jogo completo anterior da série foi Saints Row IV (2013) e a expansão autônoma Saints Row: Gat Out of Hell (2015). Um spin-off da franquia, Agents of Mayhem (2017), vendeu mal e levou a demissões de funcionários na Volition. Saints Row foi anunciado oficialmente como um reboot da franquia na Gamescom de agosto de 2021, e recebeu opiniões divididas nas redes sociais por não manter a "sensação" dos títulos anteriores da série.
O reboot pretende se afastar do tom "maluco" de Saints Row IV e jogos posteriores da série, trazendo de volta o equilíbrio entre comédia e seriedade que Saints Row: The Third (2011) tinha. Jeremy Bernstein, da Volition, comparou Saints Row IV a Moonraker (1979) da série de filmes James Bond, tendo ido tão longe do reino da realidade que eles precisavam recuperar. O diretor de desenvolvimento do estúdio, Jim Boone, acrescentou que o clima social atual superou o tom dos jogos anteriores da franquia Saints Row. Alguns dos elementos mais obscenos, como um vibrador roxo gigante que poderia ser usado como arma, foram cortados por esse motivo. A desenvolvedora do jogo, Volition, olhou para os filmes de ação como pontos de referência para o que eles queriam que os jogadores experimentassem, incluindo o movimento veicular de Baby Driver (2017), o combate brutal e estilizado da franquia de filmes John Wick, e a extravagância de Hobbs & Shaw (2019), com "aquele tipo de sabor de Saints Row".
Saints Row foi originalmente programado para ser lançado em 25 de fevereiro de 2022 para as plataformas Microsoft Windows, PlayStation 4, PlayStation 5, Xbox One e Xbox Series X/S; no entanto, foi adiado para 23 de agosto de 2022. A versão para Windows é exclusiva da loja digital Epic Games Store. Um passe de expansão pós-lançamento inclui pelo menos três partes de conteúdo para download (DLC). Um bônus de pré-venda e edições especiais apenas digitais incluem um conteúdo cosmético adicional. Em 19 de julho de 2022, foi anunciado que o seu desenvolvimento havia sido finalizado.

## Recepção
Saints Row não recebeu resenhas positivas dos críticos, segundo o agregador Metacritic.
No seu lançamento, o jogo sofria de inúmeros bugs e problemas técnicos, com um patch no primeiro dia programado para resolvê-los.